# نادي واكر إنسبروك (2002)
نادي واكر إنسبروك (بالألمانية: Fußballclub Wacker Innsbruck) هو فريق كرة قدم من مدينة إنسبروك في النمسا، أُسس بتاريخ 21 يونيو 2002، يلعب في الدوري النمساوي الدرجة الثانية، في ملعب تيفولي الجديد، يدرب النادي Karl Daxbacher ‏.

## وصلات خارجية
- صفحة بيانات نادي واكر إنسبروك على موقع كووورة، تاريخ الوصول: 22 سبتمبر 2018.